# 一点镰钩蛾
一点镰钩蛾（学名：Drepana pallida）也称一点钩蛾，是鱗翅目钩蛾科的一种，其种加词“pallida ”意为“淡色的”。体长10～12毫米，头棕褐色，有白色鳞毛，复眼黑色，触角灰褐色，雄性身体灰白色，雌性黄褐色。翅长17～23毫米，污白色。在前翅M1至M3脉处有一个明显的黑点。有4个亚种：
- 一点镰钩蛾指名亚种（D. p. pallida Moore）：产于印度，缅甸；
- 一点镰钩蛾四川亚种（D. p. cretacea Hampson）：产于中国四川，缅甸；
- 一点镰钩蛾湖北亚种（D. p. flexuosa Watson）：产于中国福建，浙江；
- 一点镰钩蛾台湾亚种（D. p. nicromaculata Okano）：产于台湾。[1]